# Афанасьев, Яков Иванович
Яков Иванович Афанасьев (24 июля 1919, Высоконские Дворы, Курская губерния — 16 января 1945, Пшедбуж, Лодзинское воеводство) — гвардии старший лейтенант Рабоче-крестьянской Красной Армии, участник Великой Отечественной войны, Герой Советского Союза (1944).

## Биография
Яков Иванович Афанасьев родился 24 июля 1919 года в крестьянской семье на хуторе Высоконские Дворы (по другим данным на соседнем хуторе Орешное) Спасской волости Курского уезда Курской губернии, ныне хутора входят в Панинский сельсовет Медвенского района Курской области. Русский. Яков был младшим из троих детей Ивана и Анны Петровны Афанасьевых.
После окончания техникума механизации сельского хозяйства в г. Новый Оскол работал на машино-тракторной станции.
В феврале 1940 года был призван на службу в Рабоче-крестьянскую Красную Армию. В 1942 году окончил Сталинградское военное танковое училище, эвакуированное в Курган. С декабря 1942 года — на фронтах Великой Отечественной войны.
В июле 1943 года вступил в ВКП(б).
В августе 1943 года был ранен. К лету 1944 года старший лейтенант Афанасьев командовал танковой ротой 1-го танкового батальона 51-й гвардейской танковой бригады, 6-го гвардейского танкового корпуса, 3-й гвардейской танковой армии, 1-го Украинского фронта. Отличился во время боёв под городом Львов.
Совершив обходной манёвр, рота под командованием Афанасьева дерзким налётом освободила железнодорожную станцию в городе Судовая Вишня, перерезав тем самым железную и шоссейную дорогу Львов-Перемышль и захватив два вражеских эшелона с горючим и военным имуществом. В дальнейшем рота Афанасьев в числе первых форсировала Вислу к югу от города Сандомир, приняв участие в захвате плацдарма на её западном берегу.
Указом Президиума Верховного Совета СССР от 23 сентября 1944 года старший лейтенант Яков Афанасьев был удостоен высокого звания Героя Советского Союза с вручением ордена Ленина и медали «Золотая Звезда».
Во время боёв в Польше получил тяжёлое ранение, от которого скончался 16 января 1945 года.
Яков Иванович Афанасьев был похоронен при госпитале, в городе Пшедбуж гмины Пшедбуж Радомщанского повята Лодзинского воеводства (пол. Województwo łódzkie (1945–1975)) Польской Республики. Перезахоронен на мемориальном кладбище в городе Кельце Келецкого повята Свентокшиского воеводства Польской Республики.

## Награды
- Герой Советского Союза, 23 сентября 1944 года[1][2][3]
  - Орден Ленина № 21263
  - Медаль «Золотая Звезда» № 4655
- Орден Отечественной войны I степени № 128155, 4 февраля 1945 года[4]
- Орден Отечественной войны II степени, 31 августа 1944 года[5]
- Орден Красной Звезды, 20 апреля 1944 года[6]

Существует информация о награждении вторым орденом Красной Звезды, возможно это информация о награждении полного тёзки Героя

## Память
В годы Советской власти имя Героя носил пионерский отряд школы, в которой он учился.